# آسیاب مسجد سنگی داراب
در قسمت شمالی مسجد سنگی یا آتشکده آذرخش دارابگرد، آسیاب سنگی بزرگی قرار دارد که در دل کوه ساخته شده‌است که مربوط به دوره ساسانیان است. این اثر در در ۲۰ شهریور سال ۱۳۸۵ با شماره ۱۶۱۷۴ به عنوان یکی از آثار ملی ایران به ثبت رسیده‌است.

## ساختار
این آسیاب دارای دو استوانه سنگی عظیم در بالای کوه است که از طریق آن‌ها آب مورد نیاز آسیاب تأمین می‌شده‌است. دو جوی سنگی و ساروجی در دامنه کوه قرار دارند که چندین کیلومتر مسیر پر فراز و نشیب را در بالای کوه طی می‌کنند و آب را به آسیاب می‌رسانند. این بنا از بناهای دوران ساسانی است، که به دستور داراب از سنگ یک پارچه ساخته شده و دارای معماری صخره‌ای است.
طبق کتیبه‌ای که در بخش غربی ورودی آسیاب وجود دارد به خط کوفی که متعلق به اتابکان است، از تعمیر و بازسازی آن در دوران اتابکان و قاجاریه و نیز استفادهٔ مجدد آن در دوران ناصرالدین شاه حکایت می‌کند. عدم رسیدگی و محافظت از این اثر، آن را در معرض فرسایش و تخریب در سالهای متوالی قرار داده‌است.